# Barranquillas
Barranquillas är en ort i Mexiko.   Den ligger i kommunen Acajete och delstaten Veracruz, i den sydöstra delen av landet, 220 km öster om huvudstaden Mexico City. Barranquillas ligger 2 543 meter över havet och antalet invånare är 101.
Terrängen runt Barranquillas är huvudsakligen kuperad, men söderut är den bergig. Terrängen runt Barranquillas sluttar brant österut. Runt Barranquillas är det ganska tätbefolkat, med 90 invånare per kvadratkilometer. Närmaste större samhälle är Xalapa, 15,2 km öster om Barranquillas. I omgivningarna runt Barranquillas växer i huvudsak blandskog.